# Okoromo-dera
Der Okoromo-dera (japanisch 御衣寺), auch Hōki-in (寶龜院) genannt, ist ein Tempel des Kōyasan-Zweiges (高野山派) der Shingon-Richtung des Buddhismus auf dem Kōya-san in der Präfektur Wakayama. Er ist der 6. Tempel des Neuen Saigoku-Pilgerwegs.

## Geschichte
Der Okoromo-dera befindet sich in der Tempelstadt, die Priester Kūkai im Rahmen der Shingon-Richtung des Buddhismus angelegt hat. Im 21. Jahr Engi (921), also 86 Jahre nach Kūkais Tod, erschien dieser in der Nacht dem Kaiser Daigo und sagte „In meiner Hütte auf dem Kōyasan verrotten die Ärmel unter dem Moos, bei aufgehendem Mond.“ Er sah dabei mit wilden Haaren und beschmutzter Kleidung ungepflegt aus. Der Kaiser verlieh Kūkai daraufhin den Ehrennamen „Kōbō daishi“ (弘法大師) und ordnete an, das jedes Jahr am 21. März, dem Todestag Kūkais, hier die Kleider gewaschen und dann seiner Begräbnisstätte gewechselt werden.

## Die Anlage
Wenn man durch das Tempeltor (山門 Sanmon) hineinschreitet, sieht man zur Linken einen Pavillon, der den Brunnen enthält, den Priester Kangen (観賢; 854–925) gegraben haben soll. Der Brunnen wird benutzt, um die Gewandung Kōbō Daishis zu waschen.
Der Tempel besitzt ein Gästehaus, in dem Pilger übernachten können.

## Schätze des Tempels
Hauptkultfigur ist eine elfgesichtige Kannon (十一面観音像 Jūichimen Kannon-zū). Weiter besitzt der Tempel eine Skulptur der Benzaiten (弁才天像). Beide Skulpturen, die Kūkai hergestellt haben soll, sind als Wichtiges Kulturgut Japans registriert.